# Roosevelt (Minnesota)
Roosevelt – miasto w Stanach Zjednoczonych, w stanie Minnesota, w hrabstwie Roseau.